# Blackbird (canción)
«Blackbird» (mirlo) es una canción del grupo británico de rock The Beatles de su álbum doble The Beatles (también conocido como The White Album). «Blackbird» fue escrita por Paul McCartney (pero acreditada a Lennon/McCartney), quien se inspiró a escribirla mientras estaba en Escocia como una reacción a las tensiones raciales que se intensificaban en los Estados Unidos en la primavera de 1968.
La canción se grabó el 11 de junio de 1968 en los estudios Abbey Road, con George Martin como el productor y Geoff Emerick como el ingeniero de sonido. McCartney tocó una guitarra acústica Martin D 28. La canción incluye una grabación de un mirlo cantando en el fondo.
McCartney reveló en el programa Great Performances (Paul McCartney: Chaos and Creation at Abbey Road del canal PBS transmitido en 2006), que la guitarra que acompaña a «Blackbird» fue inspirada por Bourrée en mi menor, una de las seis danzas de la suite BWV 996 para laúd de  Johann Sebastian Bach.
De acuerdo con Mark Lewisohn, el sonido que se escucha por el canal izquierdo en la canción y que suena como el pie de McCartney golpeando el suelo es un metrónomo mecánico. No obstante, era efectivamente Paul golpeando el suelo con el pie, y que se había identificado en forma incorrecta como un metrónomo: el tempo fluctúa entre 89 y 94 bpm a lo largo de la canción.
En el álbum Love de 2006, «Blackbird» se usa como introducción a la canción «Yesterday».

## Versiones y referencias culturales
Muchas bandas e intérpretes han hecho versiones de la canción, Beyoncé, Panic! At The Disco, Pedro Aznar, Phish, the Grateful Dead, Billy Preston, Kenny Rankin, Carly Simon, Bonnie Pink, Arturo Sandoval, Jesse McCartney, Dionne Farris, CS&N, EL&P, Doves, Brad Mehldau, Sarah McLachlan, Harpers Bizarre, Bobby McFerrin, Jaco Pastorius, Ara Dinkjian en «Nigh Ark», Dan Fogelberg, Dave Grohl, Guns N' Roses, Dave Matthews Band, O.A.R., Elliott Smith, Justin Hayward, Marillion, Y Sus Referencias Como Por Ejemplo Tan Bionica En Su Tema Loca De Su Disco  Obsesionario En El 2010. 
Evan Rachel Wood la interpretó en el filme de 2007 basado en canciones de The Beatles Across the Universe.
Carly Smithson la interpretó en American Idol el 18 de marzo durante la noche temática de The Beatles. (Ella estuvo a salvo: mala traducción), pero quedó entre los últimos tres. Simon Cowell pensó que el tema de la canción era «sin sentido».
Chris Colfer (Kurt) la interpretó en Glee, en el capítulo 16 de la segunda temporada «Original Song», en compañía de The Warblers. 
El compositor Gustavo Santaolalla, se inspiró en «Blackbird» cuando escribió la canción «The Wings» para la película Brokeback Mountain.
En el mundo del jazz también hizo fortuna este tema. Especialmente destacable es la versión que Jaco Pastorius solía interpretar a solo con el bajo eléctrico y que quedó finalmente registrada en su disco "Word of Mouth" (1981) junto a la armónica de Toots Thielemans sobre un exótico fondo de percusión oriental.
Fue utilizada en la película The Boss Baby del 2017, como una canción de cuna cantada para el deuteragonista de la película, Tim Templeton. Fue cantada durante variadas secuencias de la película.

## Interpretaciones
Charles Manson tomó la canción junto con «Helter Skelter» y «Piggies» como una metáfora para las relaciones entre blancos y negros en los Estados Unidos, lo que ayudó en la inspiración de sus asesinatos.

## Personal
- Paul McCartney: Guitarra acústica (Martin & Co. D-28), voz y ritmo (con el pie).

Información por Beatles Music Story